# كايتلين فارينغتون
كايتلين فارينغتون (بالإنجليزية: Kaitlyn Farrington)‏ هي متزلجة أمريكية، ولدت في 18 ديسمبر 1989 في هايلي في الولايات المتحدة.

## وصلات خارجية
- كايتلين فارينغتون على موقع الاتحاد الدولي للتزلج (ركوب لوح الثلج) (الإنجليزية)
- كايتلين فارينغتون على موقع أوليمبيديا (الإنجليزية)
- كايتلين فارينغتون على موقع اللجنة الأولمبية والبارالمبية الأمريكية (الإنجليزية)